# 装甲列車

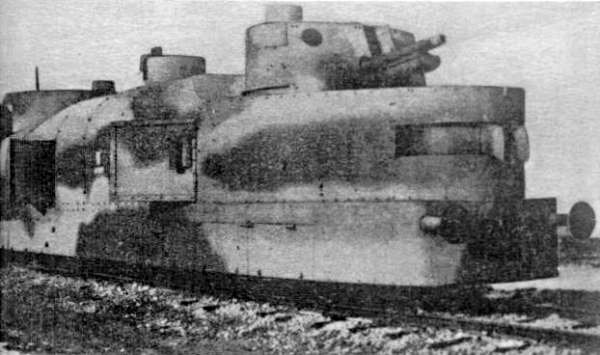
ポーランドの装甲列車「シミャウィ（二代目）」（1939年）

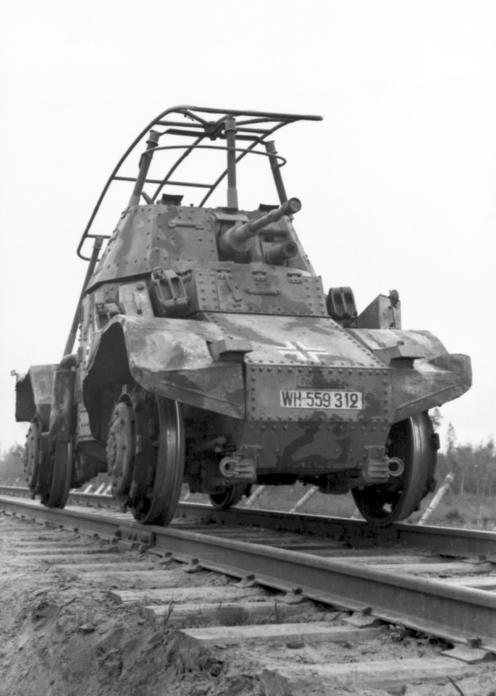
第二次世界大戦時にドイツ軍が東部戦線で哨戒用に使用したフランスから鹵獲した装甲偵察車パナール 178の改造品。

装甲列車（そうこうれっしゃ）とは、稼働状態の重武装を施した列車・鉄道車両の総称である。鉄道路線を利用する兵器として、第一次世界大戦および第二次世界大戦で盛んに使われた。

## 概要
鉄道網は補給上の重要な施設であり、その防衛は戦線の維持にとって必要不可欠なものである。パルチザン、レジスタンスといった反抗勢力にとって鉄道は格好の目標となるため、その防衛の観点から生み出された。特に、ヨーロッパ、ロシアなど鉄道網の発達した地域、南北戦争時のアメリカや中国など他に有利な移動手段のない地域で有益な兵器であった。
また、列車の搭載能力を生かして、歩兵、砲兵、対空砲兵、工兵、軍医、高性能通信機を装備した通信兵、場合によっては軽戦車や装甲車までも必要物資込みで一度に運搬することが可能であり、小規模ながらも諸兵科を統合した独立作戦部隊としても機能する。
装甲列車は鉄道網の発展とともに発展した。南北戦争やボーア戦争で本格的に使用されるようになった。初期のものは編成も短く比較的武装も貧弱で装甲も薄いものが多かったが、次第に重武装化されていった。第一次世界大戦から第二次世界大戦にかけての基本的スタイルは、蒸気機関車を改造し装甲を取り付けて防弾性を増した装甲機関車で、同じく装甲を取り付けて丈夫にした貨車を牽引し、その貨車には対空砲座、回転式砲塔、ロケット発射器などの武装を取り付けたものが多かった。
しかし、以下に挙げる理由から、第二次世界大戦を最後に主要国の装備から姿を消した。
連合国（特にアメリカ）側の理由。
- 自動車や航空機の発達によって、前線付近での軍事輸送における鉄道への依存度が大きく低下した。
- 海をまたいだ地域間（例えば、ノルマンディー上陸作戦後の英本土から欧州へ）の列車の輸送と、輸送してから作戦行動が可能な状態にするのに手間がかかる。
- ドイツ軍の部隊移動を妨害する為にドイツ軍展開地域の鉄道網を徹底的に爆撃した為、鉄道に頼れなかった。

枢軸国側の理由。
- 列車砲と同様に線路に機動を制限されるので、制空権を失った状態では攻撃機または戦闘爆撃機などの敵側航空機にとって格好の標的となる。
- レジスタンスやパルチザンにとっても、通過中もしくは通過直前の線路や鉄橋を爆破したり、極端な場合はレールを固定するボルトを外すか緩めるだけで列車脱線事故を誘発させての無力化が可能。

両陣営共通の理由。
- 当時は、欧州でもアジアでも軌間、つまりレールの幅が国毎にまちまちだったため、軌間が違う国への侵攻の際には相手国の占領地域の路線をその都度自国の軌間に合わせてレールを敷きなおす必要があったため、迅速な展開が難しかった。
- 装甲列車の任務は鉄道網、すなわち線路の防衛であったが、爆撃機による航空阻止や戦術爆撃に対してはほとんど無力で、戦闘機でなければまともな防衛は不可能なため。

近年では機関車にディーゼル機関車を利用した物や、司令本部の機能を持った貨車などもある。またアフリカなどでは、1輌のモーターカーからなる簡易装甲鉄道車輌や、通常の装輪装甲車で線路上を走行できるようにしたものなどが、対ゲリラ用兵器・暴徒鎮圧用車輌として用いられている。
2022年ロシアのウクライナ侵攻において、ロシア軍が装甲列車を投入した。

## 主な装甲列車

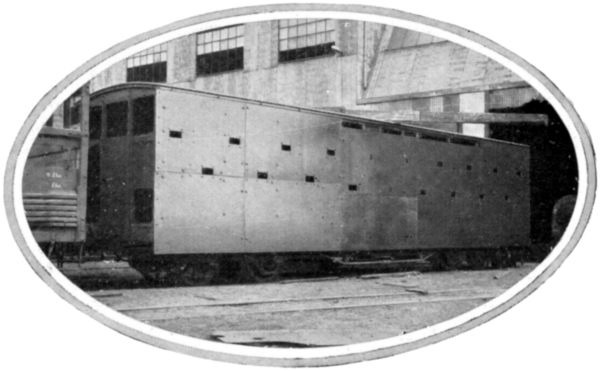
南アフリカ共和国の装甲列車（1914年）

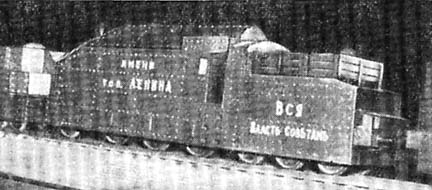
ロシア・ソビエト連邦社会主義共和国の「第6装甲列車」（1918年）

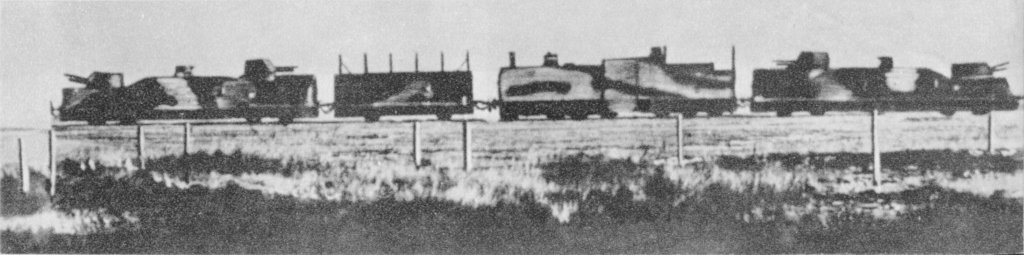
ポーランドの装甲列車「ダヌタ」（1939年）

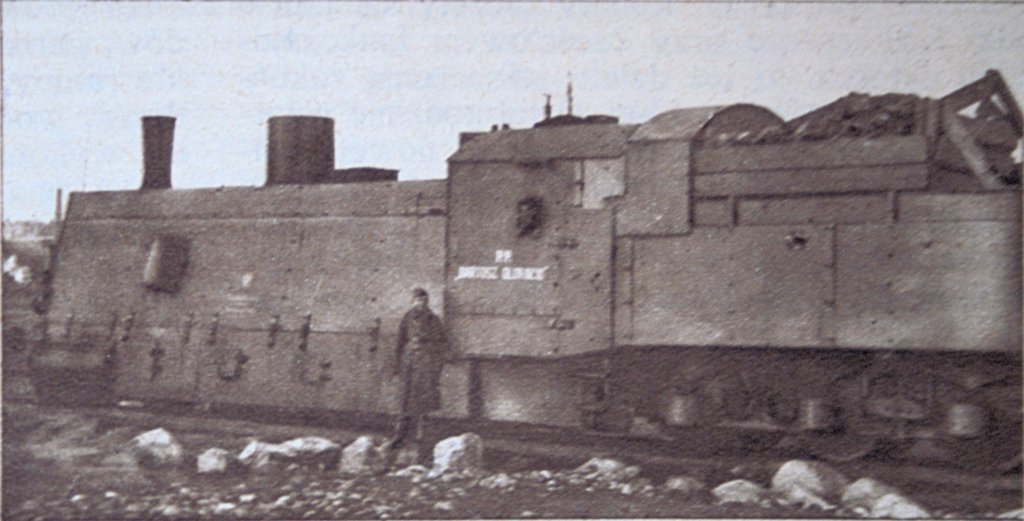
ポーランドの装甲列車「バルトシュ・グウォヴァツキ」の装甲機関車

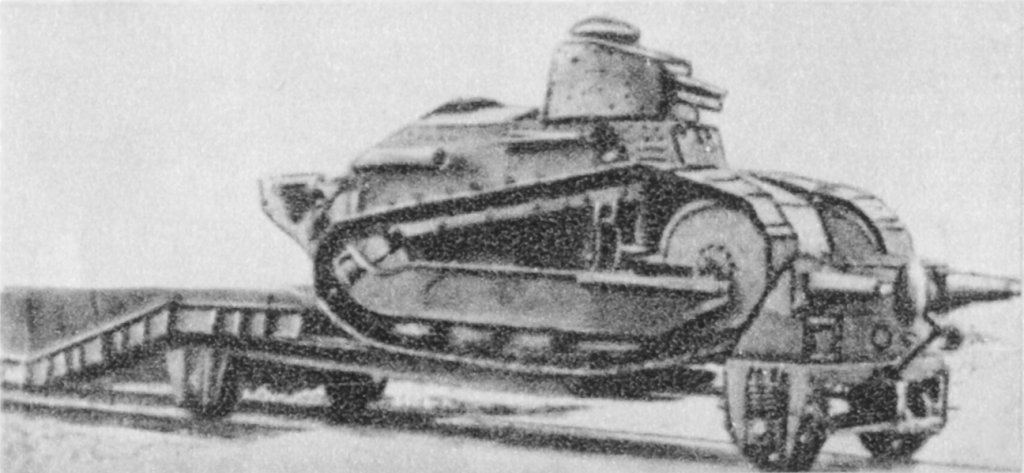
ルノー FT-17 軽戦車を搭載したポーランドの「R型装甲列車」

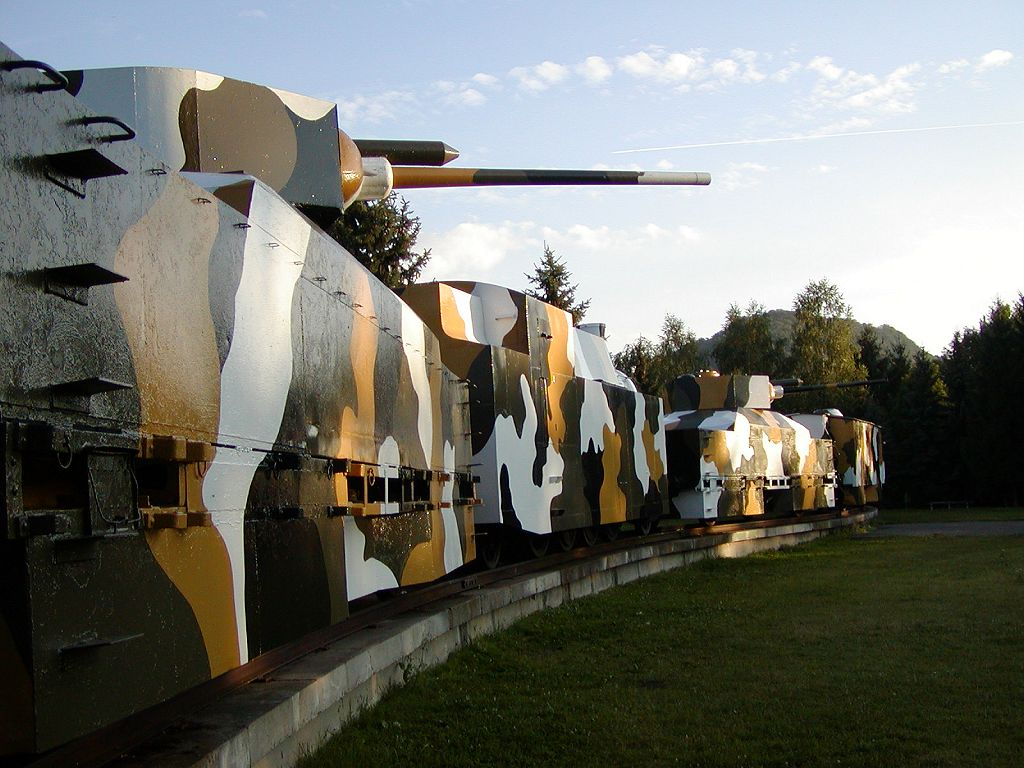
スロヴァキアの装甲列車「フルバン」

- ロシア連邦
  - BP-1
  - BTL-1
- ロシア帝国 /  南ロシア軍・ロシア軍
  - ドミートリー・ドンスコーイ （ドミートリー・ドンスコイ）
  - エヂーナヤ・ロッスィーヤ （ひとつのロシア）
  - フペリョート・ナ・ロージヌ （祖国へ）
  - ゲネラール・アレクセーエフ （アレクセーエフ将軍）
  - オフィツェール （将校）
  - ゲネラール・コルニーロフ （コルニーロフ将軍）
  - グローム・ポベードィ  （勝利の轟）
  - コズィマー・ミーニン  （クジマ・ミーニン）
  - イリヤー・ムーロメツ  （イリヤー・ムーロメツ）
  - ゲオルギー・ポベドノーセツ  （勝利者聖ゲオルギオス）
  - N5017
  - クニャージ・ポジャールスキー  （ポジャールスキー公）
  - No56
  - ドィレンコフ装甲列車
  - フンフズ級装甲列車
- 西ウクライナ人民共和国
  - スィチョヴィー・ストリリツィー  （シーチ銃兵隊員）
  - ヴィーリナ・ウクライナ  （自由なウクライナ）
  - ホールトィツャ  （ホールトィツャ : ザポロージエ・コサックの根拠地）
  - チェルヴォーナ・カルィーナ  （赤いカリーナ）
  - ザポロージェツィ  （ザポロージェツィ）
- ロシア・ソビエト連邦社会主義共和国 /  ソ連
  - 第1装甲列車「ザ・スターリナ!」  （スターリンのために!）
  - 第6装甲列車
  - コローメンスキイ・ラボーチイ  （コロームナの労働者）
  - ヴォーリャ
  - ストレラー
  - ヴォルク
  - 第98装甲列車「ソヴィエツキー・ロスィーヤ」
  - 第152装甲列車「モールニヤ」
  - 第36装甲列車「レーニン」  （ウラジーミル・レーニン）
  - ПТ-33
  - ПЛ-37
  - ПЛ-42
  - MBV-2
  - NKPS-42
  - D-2型
  - ザームレツ
  - BP-1
  - BTL-1
- ポーランド共和国
  - ドィヴィズャ・スィベルィイスカ  （シベリア師団）
  - ヴァルシャヴァ  （ワルシャワ）
  - ポズナニ  （ポズナニ）
  - ポズナニ II
  - ズヴャンゼク・ブロニ
  - コザク  （コサック）
  - ピウスチク
  - PP 3
  - グロジヌィ
  - グロモブイ
  - ピオニェル
  - シミャウィ
  - ダヌタ
  - バルトシュ・グウォヴァツキ
  - R型装甲列車
  - ゲネラル・ソスンコフスキ
  - PL-37
  - ポズナニツィク
- スロバキア共和国
  - シュテファーニク
  - フルバン
  - マサルィク  （トマーシュ・マサリク）
  - ピルサッドチャイク
  - スモークカショフスキー
- 大日本帝国
  - 臨時装甲列車
  - 九四式装甲列車
- クロアチア共和国
  - クライィナ・エクスプレス
- イラク
- 中華民国
  - 北平号装甲機車
  - 湖广号装甲列车
  - 北平号
  - 中山号装甲列车
- アメリカ合衆国
  - レールロード バッテリー
- キューバ
  - トレン・ブリンダド
- グレートブリテンおよび北アイルランド連合王国
  - ウィッカム装甲鉄道車両
  - 装甲CGRサードクラス4-4-01889機関車
  - 英国王室列車
- 南アフリカ共和国
- ローデシア
- モーリタニア
- ベルギー領コンゴ
- フランス
  - ラ・ラファール
- オーストリア＝ハンガリー帝国
  - PZ-3
  - PZ-4
  - PZ-5
  - PZ-6
  - PZ-7
  - PZ-8
- ドイツ帝国
  - Nr.15
  - Nr.16
  - WR550D
  - VT809
  - PZ24
- ナチス・ドイツ
  - BP42
  - BP44
  - ドライジーネ
  - Nr.51
- イタリア
  - M42/M43（通称リブリもしくはリットリナ）
- ユーゴスラヴィア
- アルバニア
- ギリシャ
- フィンランド
- スウェーデン